# Décennie 1540 en arts plastiques
Chronologie des arts plastiques
Années 1530 - Années 1540 - Années 1550
Cet article concerne les années 1540 en arts plastiques.

## Événements
- 1540-1545 : le sculpteur et orfèvre italien Benvenuto Cellini réside en France à l’invitation de François Ier[1].
- 25 décembre 1541 : Michel-Ange achève la fresque du Jugement dernier de la chapelle Sixtine[2].

- 1543 : le peintre japonais Kanō Motonobu de l'école Kanō décore les portes coulissantes de la chambre que l'empereur Go-Nara occupe lors de sa visite au sanctuaire Reiun-in de la secte Tōfuku-ji à Kyoto[3].

- Vers 1546 :  Le Pontormo reçoit de Cosme de Médicis la commande pour la décoration de l’abside de Saint-Laurent de Florence. Il s’y emploie pendant la dernière décennie de sa vie comme l'atteste son journal intime en 1554-1556. Les fresques, inachevées à sa mort, sont terminées par son disciple Bronzino. Elles sont détruites lors de travaux en 1740[4].

## Réalisations
- 1540-1541 : Allocution d'Alphonse d'Avalos, toile du Titien[5].
- Vers 1540-1545 : Allégorie du triomphe de Vénus, tableau de Bronzino[6].
- 1542-1545 : Déposition, tableau de Bronzino[7].
- 1543 : Portrait de Paul III, toile du Titien[8].
- 1544 : Le Siège d'Asola, toile du Tintoret[9].
- 1545 : Danaé, peinture du Titien (musée de Capodimonte)[10].
- 1545-1546 : Portrait de Paul III avec ses petits-fils, toile du Titien[8].
- Vers 1545 :
  - François Clouet peint le portrait équestre de François Ier[1].
  - Portrait d'Eléonore de Tolède et de son fils, peinture de Bronzino[7].

- 1546-1548 : Portrait du doge Andrea Gritti du Titien[8].
- 1548 :
  - Portrait d’Isabelle de Portugal et Charles Quint à cheval à Mühlberg, toiles du Titien[8].
  - Miracle de l'esclave, peinture du Tintoret[11].
- Vers 1548 : Jean Cousin l'Ancien peint Eva prima Pandora[1].
- 1549 : Jean Goujon sculpte les six nymphes de la Fontaine des Innocents à Paris, œuvre de Pierre Lescot[1].

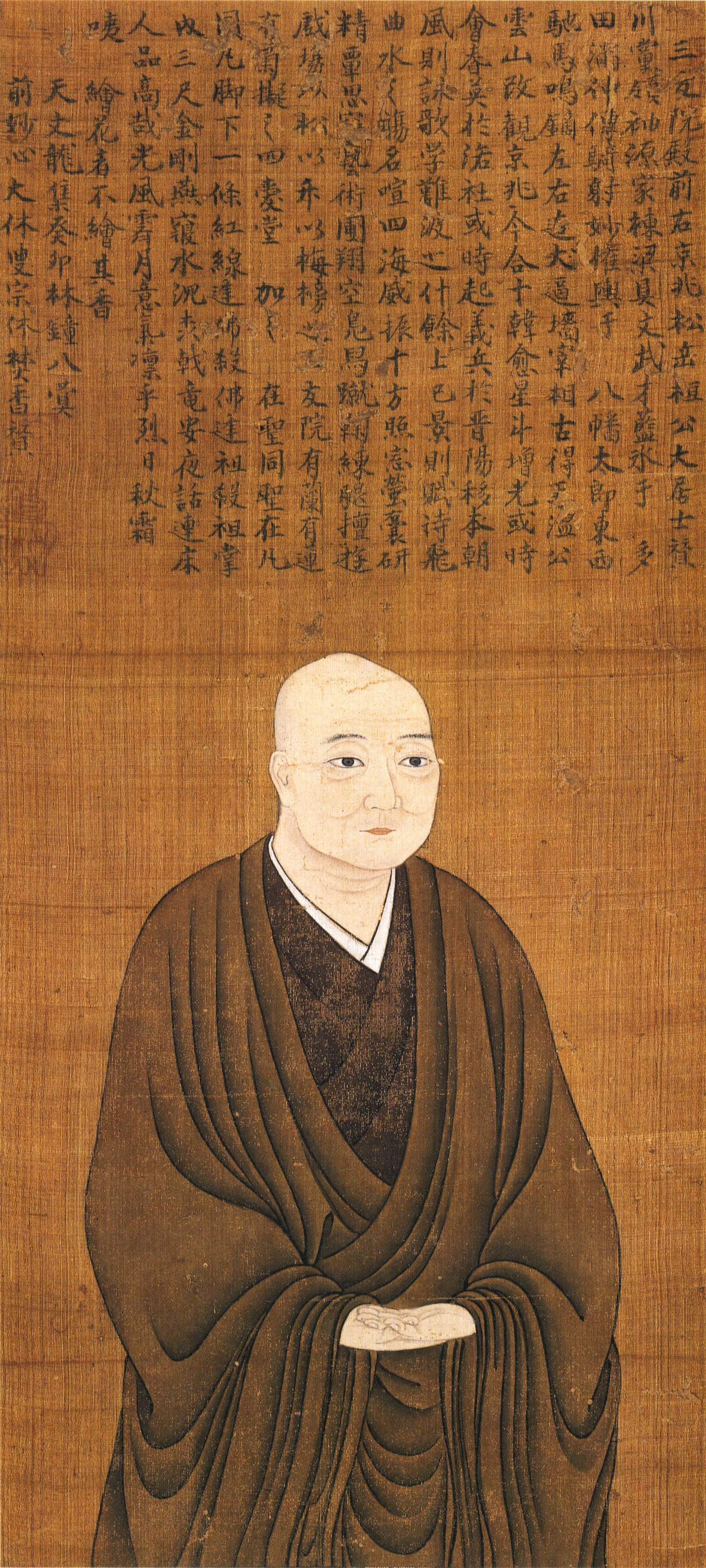
Portrait d'Hosokawa Takakuni, attribué à Kano Motonubu
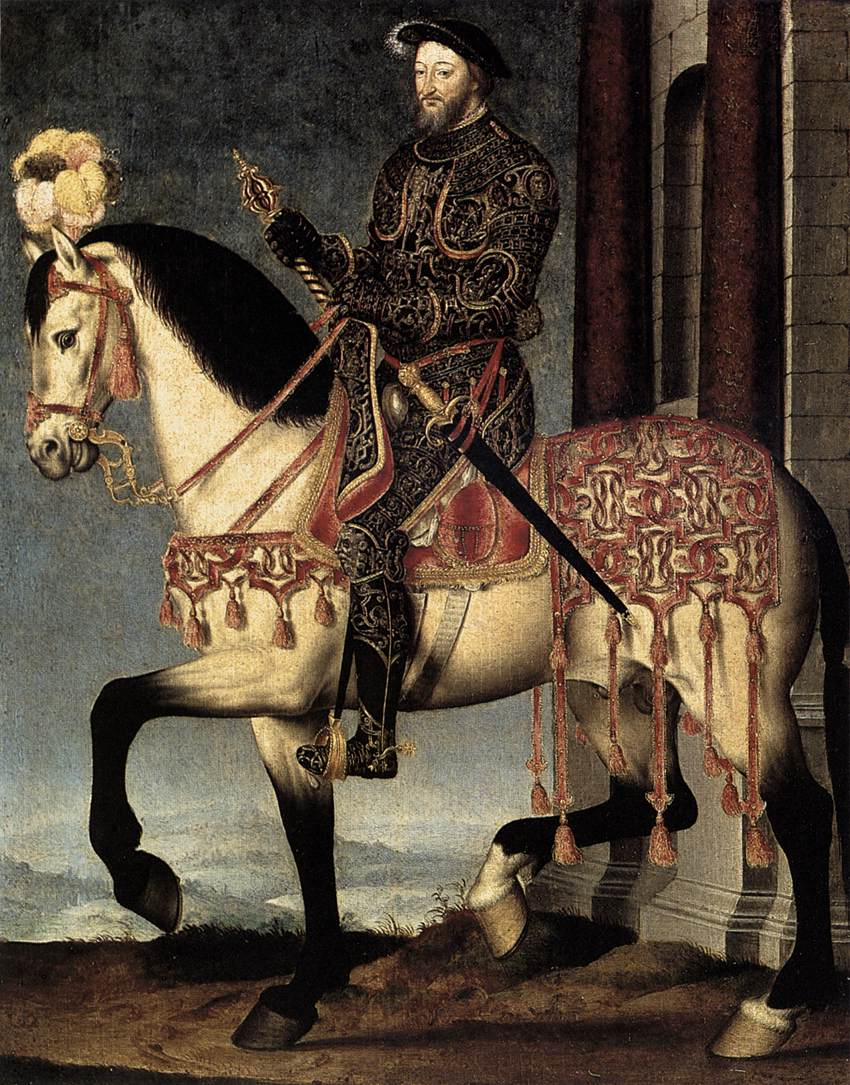
François Ier à cheval par François Clouet ; Musée des Offices
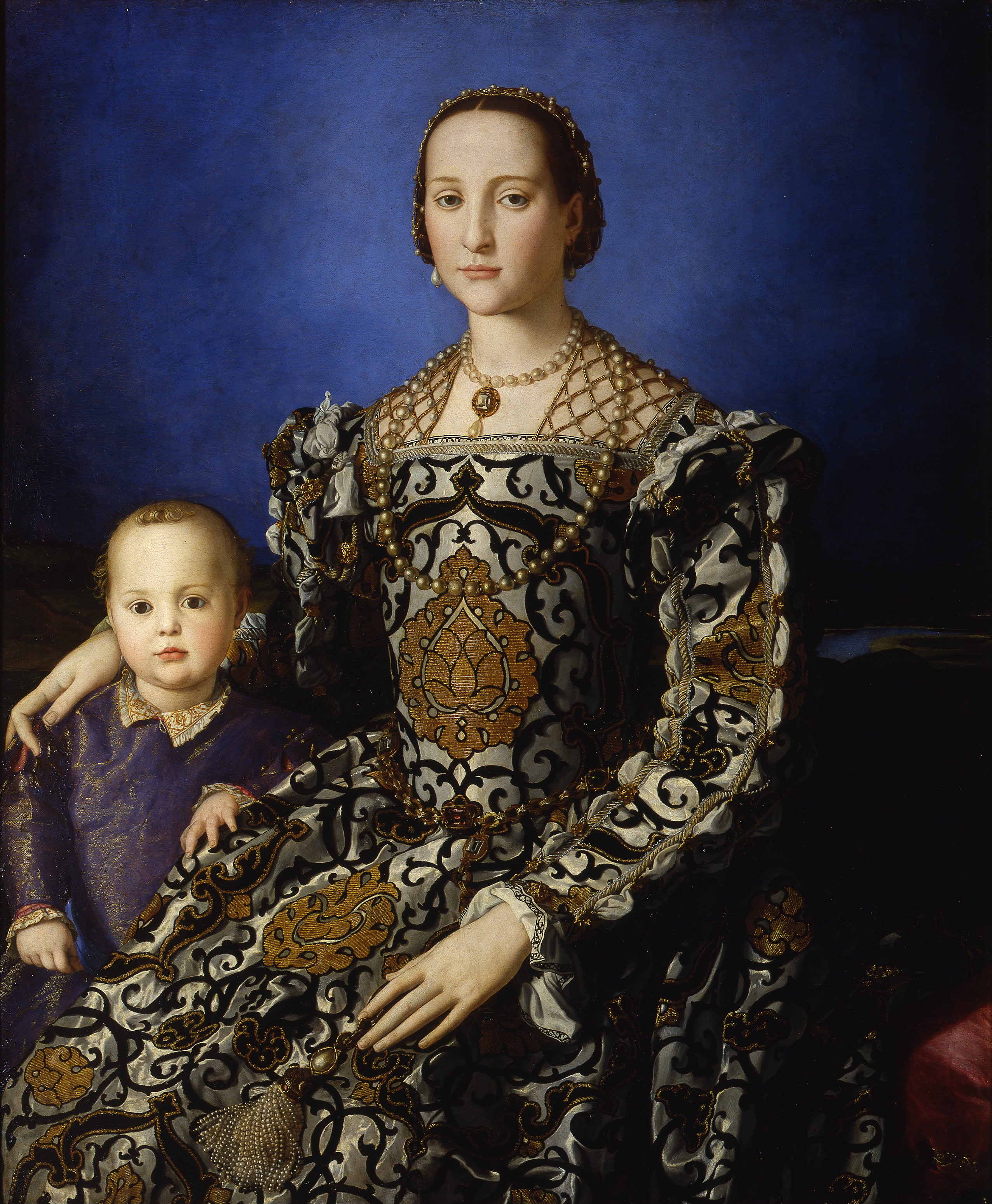
Éléonore de Tolède et son fils Jean, Bronzino